# Khalilabad
Khalilabad is een stad en gemeente in het district Sant Kabir Nagar van de Indiase staat Uttar Pradesh. 

## Demografie
Volgens de Indiase volkstelling van 2001 wonen er 39.814 mensen in Khalilabad, waarvan 53% mannelijk en 47% vrouwelijk is. De plaats heeft een alfabetiseringsgraad van 65%.